# Liste des députés de la Dordogne
Cette page dresse la liste des députés du département de la Dordogne, par ordre chronologique.

## Ancien Régime(1789-1792)

### Députés duclergé
- François Laporte (1736-1822), curé de Saint-Martial-de-Hautefort, député aux États généraux puis à l'Assemblée nationale constituante.
- Guillaume-Antoine Delfaud (1733-1792), archiprêtre de Daglan, député aux États généraux puis à l'Assemblée nationale constituante ; béatifié en 1926.

### Députés de lanoblesse
- Louis de Foucauld (1755-1805), marquis de Lardimalie et baron d'Auberoche, député aux États généraux puis à l'Assemblée nationale constituante.
- Jean-François de La Roque de Mons (1732-1808), comte de Mons, député aux États généraux puis à l'Assemblée nationale constituante.

### Députés dutiers état
- Jean-François Fournier de La Charmie (1750-1802), lieutenant-général de Périgueux, député aux États généraux puis à l'Assemblée nationale constituante.
- Guillaume Gontier de Biran (1745-1822), lieutenant-général de Bergerac, député aux États généraux puis à l'Assemblée nationale constituante.
- Jean-Baptiste Loys (1730-1805), avocat, premier consul de Sarlat, député aux États généraux puis à l'Assemblée nationale constituante.
- Pierre-François Paulhiac de La Sauvetat (1739-1808), avocat au parlement de Bordeaux, député aux États généraux puis à l'Assemblée nationale constituante.

## Monarchie constitutionnelle(1791-1792)
- 1791-1792 Pierre Pontard (1749-1832), évêque du département, président de l'assemblée électorale.
- 1791-1792 Jean Guillaume Taillefer (1764-1835), médecin à Domme, administrateur du district de Sarlat.
- 1791-1792 Jacques Pinet, dit l'aîné (1754-1844)[1], administrateur du district de Bergerac.
- 1791-1792 Jean-Joseph de Verneilh-Puyraseau (1756-1839), président du tribunal de Nontron.
- 1791-1792 Pierre Roux-Fazillac (1746-1833), chevalier de Saint-Louis à Excideuil.
- 1791-1792 Élie Lacoste (1745-1806), médecin à Montignac, administrateur du département
- 1791-1792 Jean Limousin (né en 1751), homme de loi à Ribérac, administrateur du département.
- 1791-1792 Guillaume Delfau (1766-1815), cultivateur à Grives, district de Belvès.
- 1791-1792 François Lamarque (1753-1839), juge au tribunal de district de Périgueux.
- 1791-1792 Nicolas Beaupuy, dit Beaupuy l'aîné (1752-1802), chevalier de Saint-Louis, administrateur du département.

## Convention(1792-1795)
- 1792 à 1795 François Lamarque, ancien député à la Législative, juge au tribunal de Périgueux. Est livré aux Autrichiens, le 2 avril 1793, par Dumouriez.
- 1792 à 1795 Jacques Pinet, dit Pinet l'aîné, ancien député à la Législative[1], ancien député à la Législative, membre du directoire de Bergerac. Est décrété d'arrestation et d'accusation après la journée du 1er prairial an III (20 mai 1795) ; est ensuite amnistié.
- 1792 à 1795 Élie Lacoste, ancien député à la Législative, médecin. Est décrété d'arrestation et d'accusation après la journée du 1er prairial an III (20 mai 1795) ; est ensuite amnistié.
- 1792 à 1795 Pierre Roux-Fazillac, ancien député à la Législative, ex-officier, administrateur du département.
- 1792 à 1795 Jean Guillaume Taillefer, ancien député à la Législative, médecin, administrateur du district de Sarlat.
- 1792 à 1795 Jean-Pascal Charles de Peyssard (1755-1808), maire de Périgueux. Est décrété d'accusation après la journée du 1er prairial an III (20 mai 1795), et condamné à la déportation le 30 prairial an III (18 juin 1795).
- 1792 à 1795 Étienne Cambort-Borie (1737-1804), juge à Sarlat. Est décrété d'arrestation après la journée du 1er prairial an III (20 mai 1795), et amnistié ensuite.
- 1792 à 1795 Jean Allafort (1741-1818), vice-président de l'administration du district de Nontron.
- 1792 à 1795 François Meynard (1756-1828), accusateur public du tribunal criminel du département.
- 1792 à 1795 Gabriel Bouquier, dit Bouquier l'aîné (1739-1810), juge de paix à Terrasson.

## Directoire(1795-1799)
- 1795 à 1798 François Meynard (ancien député de la Convention, reconduit dans son mandat de député)
- 1795 à 1799 François Lamarque (ancien député de la Législative puis de la Convention, reconduit dans son mandat de député)
- 1795 à 1799 Martial Dalby-Fayard (1742-1820)
- 1795 à 1799 Pierre Théodore Noël du Payrat (1761-1832)
- 1795 à 1799 Jean-Jacques Ponterie-Escot (1754-1819)
- 1797 Jean André Delpit (1770-1834)
- 1797 Pierre François Maine de Biran (1766-1824)
- 1797 à 1799 Guillaume Carrier-Saint-Marc
- 1797 à 1799 Antoine Limoges (1764-1819)
- 1799 Geoffroy Boyer (1746-1833)

## Consulat(1799-1804)
- 1799 Bernard Grand (1764-1848)
- 1799 Jean-Baptiste Soulignac-Saint-Rome (1762-1838)
- 1799 à 1802 Nicolas Beaupuy, dit Beaupuy l'aîné (ancien député de la Législative puis de la Convention)
- 1799 à 1804 Jacques Gintrac (1754-1814)
- 1799 à 1804 François Meynard (ancien député de la Convention puis du Directoire, réélu)
- 1799 à 1804 Joseph Marie Pigeon
- 1802 à 1804 Pierre Chilhaud de La Rigaudie (1749-1834)

## Premier Empire(1804-1815)
- 1804 à 1805 Jacques Gintrac (député du Consulat, reconduit dans son mandat de député)
- 1804 à 1805 Joseph Marie Pigeon (député du Consulat, reconduit dans son mandat de député)
- 1804 à 1806 Pierre Manières (1770-1806)
- 1804 à 1809 Joseph Prunis (1742-1816)
- 1804 à 1810 Jean Limousin (ancien député de la Législative, réélu)
- 1804 à 1815 Pierre Chilhaud de La Rigaudie (député du Consulat, reconduit dans son mandat de député)
- 1810 à 1815 Jean-Joseph de Verneilh-Puyraseau (ancien député de la Législative, réélu)
- 1810 à 1815 Pierre François Maine de Biran (ancien député du Directoire, réélu)
- 1810 à 1815 Jean de Malet (1753-1849)
- 1815 Jean-Joseph de Verneilh-Puyraseau (réélu durant les Cent-Jours)
- 1815 Bernard Grand (ancien député du Consulat, réélu durant les Cent-Jours)
- 1815 François Meynard (ancien député de la Convention, du Directoire puis du Consulat, réélu durant les Cent-Jours)
- 1815 François Prévot-Leygonie (1780-1852), député durant les Cent-Jours
- 1815 Jean Selves (né en 1756), député durant les Cent-Jours
- 1815 Aubin Barbary de Langlade (1768-1866), député durant les Cent-Jours
- 1815 Pierre-Joseph de Maleville (1778-1832), député durant les Cent-Jours

## Restauration(1815-1830)

### Irelégislature(1815-1816)
- 1815-1816 Jean d'Abzac (1781-1834), siège au centre droit et vote avec les constitutionnels.
- 1815-1816 Pierre Chilhaud de la Rigaudie (1749-1834), siège à droite et vote avec les ultras.
- 1815-1816 Pierre-Alexandre Dereix (1771-1840), siège à droite et vote avec les constitutionnels.
- 1815-1816 Pierre Gontier de Biran (1766-1824), siège au centre droit et vote avec les constitutionnels.
- 1815-1816 Casimir de Mirandol (1759-?), siège à droite et vote avec les constitutionnels.
- 1815-1816 François Meynard (1756-1828), siège à droite et vote avec les constitutionnels.

### IIelégislature(1816-1823)
- 1816-1817 François du Cheyron du Pavillon (1774-1831), siège au centre droit et vote avec les constitutionnels.
- 1816-1817 Pierre Chilhaud de la Rigaudie (1749-1834), siège à droite et vote avec les ultras.
- 1816 à 1823 Casimir de Mirandol (1759-?), siège à droite et vote avec les constitutionnels.
- 1816-1817 François Meynard (1756-1828), siège à droite et vote avec les constitutionnels.
- 1817 à 1822 Aubin Barbary de Langlade (1768-1836), siège au centre gauche et vote avec les libéraux.
- 1817 à 1823 Pierre Gontier de Biran (1766-1824), siège au centre droit et vote avec les constitutionnels.
- 1817 à 1820 Élie Laval (1753-1825), siège au centre droit et vote avec les constitutionnels.
- 1817 à 1823 Jean-Joseph de Verneilh (1756-1839), siège au centre gauche et vote avec les constitutionnels.
- 1820 à 1823 Pierre Chilhaud de la Rigaudie (1749-1834), siège à droite et vote avec les ultras.
- 1820 à 1823 François Meynard (1756-1828), siège à droite et vote avec les constitutionnels.
- 1821 à 1823 Jean-Baptiste de Beaupuy (1776-1859), siège à droite et vote avec les constitutionnels.
- 1822-1823 François du Cheyron du Pavillon (1774-1831), siège au centre droit et vote avec les constitutionnels.
- 1822-1823 Pierre Durand du Repaire (1762-1843), siège à droite et vote avec les ultras.

### IIIelégislature(1824-1827)
- 1824 à 1827 Christophe de Beaumont (1770-1841), siège au centre droit et vote avec les constitutionnels.
- 1824 à 1827 Jean-Baptiste de Beaupuy (1776-1859), siège à droite et vote avec les constitutionnels.
- 1824 à 1827 Pierre Chilhaud de la Rigaudie (1749-1834), siège à droite et vote avec les ultras.
- 1824 à 1827 André Delpit (1770-1834), siège au centre droit et vote avec les constitutionnels.
- 1824 à 1827 Pierre Durand du Repaire (1762-1843), siège à droite et vote avec les ultras.
- 1824 à 1827 Casimir de Mirandol (1759-?), siège à droite et vote avec les constitutionnels.
- 1824 à 1827 François Meynard (1756-1828), siège à droite et vote avec les constitutionnels.

### IVelégislature(1827-1830)
- 1827 à 1829 Jean d'Abzac (1781-1834), siège au centre droit et vote avec les constitutionnels.
- 1827 à 1830 Christophe de Beaumont (1770-1841), siège au centre droit et vote avec les constitutionnels.
- 1827 à 1830 Julien Bessières (1777-1840), siège au centre droit et vote avec les constitutionnels.
- 1827 à 1830 Antoine de Froidefond de Bellisle (1775-1862), siège au centre gauche et vote avec les constitutionnels.
- 1827 à 1830 Casimir de Mirandol (1759-?), siège à droite et vote avec les constitutionnels.
- 1827 à 1830 Jean-Joseph de Verneilh (1756-1839), siège au centre gauche et vote avec les constitutionnels.
- 1829-1830 Louis-Marie de Belleyme (1787-1862), siège au centre droit et vote avec les constitutionnels.

### Velégislature(1830)
- 1830 Pierre Chilhaud de la Rigaudie (1749-1834), siège à droite et vote avec les ultras.
- 1830 Julien Bessières (1777-1840), siège au centre droit et vote avec les constitutionnels.
- 1830 Antoine de Froidefond de Bellisle (1775-1862), siège au centre gauche et vote avec les constitutionnels.
- 1830 Casimir de Mirandol (1759-?), siège à droite et vote avec les constitutionnels.
- 1830 Antoine Périn (1767-1840), siège au centre droit et vote avec les constitutionnels.
- 1830 François Prévot-Leygonie (1780-1852), siège à centre gauche et vote avec les libéraux.

## Monarchie de Juillet(1830-1848)
- 1831 à 1834 Joseph Mérilhou (1788-1856)
- 1831 à 1837 François Prévot-Leygonie (ancien député du Ier Empire puis de la Restauration, réélu)
- 1831 à 1837 Antoine Denis Périn (ancien député de la Restauration, réélu)
- 1831 à 1837 Jean Antoine Ducluzeau (1781-1851)
- 1831 à 1839 Armand François Lamy (1781-1839)
- 1831 à 1848 Jean Alexandre Valleton de Garraube (1790-1859)
- 1831 à 1848 Thomas Robert Bugeaud (1784-1849), maréchal de France, duc d'Isly
- 1837 à 1842 Antoine Durand de Corbiac (1777-1842)
- 1837 à 1846 Guillaume de Maleville (1805-1889)
- 1837 à 1848 Louis-Marie de Belleyme (ancien député sous la Restauration, réélu)
- 1839 à 1848 Thomas Dusolier (1799-1877)
- 1842 à 1846 Jean-Eugène Dezeimeris (1799-1852)
- 1842 à 1846 Joseph-Louis-Camille de Beaupoil de Saint-Aulaire (1810-1896)
- 1843 à 1848 Pierre Magne (1806-1879)
- 1846 à 1848 Charles de La Valette (1806-1881)
- 1846 à 1848 Timoléon Auguste Sydney Taillefer (1802-1868)

## Deuxième République(1848-1852)
- 1848 à 1849 Jean-Eugène Dezeimeris (député de la monarchie de Juillet, reconduit dans son mandat de député)
- 1848 à 1849 Thomas Dusolier (député de la monarchie de Juillet, reconduit dans son mandat de député)
- 1848 à 1849 Timoléon Auguste Sydney Taillefer (député de la monarchie de Juillet, reconduit dans son mandat de député)
- 1848 à 1849 Auguste Dupont (1798-1850)
- 1848 à 1849 Jean Félix Barailler (né en 1822)
- 1848 à 1849 Jean-Baptiste Chavoix (1805-1881)
- 1848 à 1849 Jean Goubie (1787-1860)
- 1848 à 1849 Pierre Michel Grolier-Desbrousses (1796-1857)
- 1848 à 1849 Louis Amédée Lacrouzille (1801-1851)
- 1848 à 1849 Pierre Savy (1784-1871)
- 1848 à 1851 Jean Antoine Ducluzeau (ancien député de la monarchie de Juillet, réélu)
- 1848 à 1851 Pierre Théophile Delbetz (1818-1881)
- 1848 à 1851 Louis Augustin Mie (1801-1885)
- 1849 à 1851 Jean-Baptiste Clément Dulac (1805-1889)
- 1849 à 1851 Jean-Jacques Jollivet (1801-1854)
- 1849 à 1851 Étienne Alexis Lamarque (1819-1899)
- 1849 à 1851 Marc Montagut (1816-1895)
- 1849 à 1851 Joseph Saint-Mars-Rigaudie (1795-1869)
- 1851 Pierre Magne (ancien député de la monarchie de Juillet, réélu)

## Second Empire(1852-1870)
- 1852 à 1863 : Thomas Dusolier (1799-1877), ancien député sous la monarchie de Juillet puis la Deuxième République, réélu.
- 1852 à 1864- : Adolphe de Belleyme (1814-1864)[2].
- 1852 à 1868 : Timoléon Taillefer (1802-1868), ancien député sous la monarchie de Juillet puis la  Deuxième République, réélu.
- 1852 à 1870 : Paul Dupont (1796-1879).
- 1863 à 1870 : Samuel Welles de Lavalette (1834-1892).
- 1864 à 1870 : Louis-Auguste Boudet (1803-1886).
- 1868 à 1870 : Jean Baptiste Alexandre de Bosredon (1831-1903).

## Troisième République(1870-1940)
- 1871 à 1875 Guillaume de Maleville (ancien député de la monarchie de Juillet, réélu)
- 1871 à 1875 Louis de Carbonnier de Marzac (1810-1875)
- 1871 à 1875 Paul de Chadois (1830-1900)
- 1871 à 1876 Philippe Daussel (1813-1883)
- 1871 à 1876 Martial Delpit (1813-1887)
- 1871 à 1876 Martin Fourichon (1809-1884)
- 1871 à 1876 Pierre Magne (ancien député de la Monarchie de Juillet puis de la IIe République, réélu)
- 1871 à 1876 Louis François Mazerat (1817-1881)
- 1871 à 1876 Pierre Augustin Monteil (1813-1892)
- 1871 à 1878 Oscar Bardi de Fourtou (1836-1897)
- 1876 à 1877 Marc Montagut (ancien député de la IIe République, réélu)
- 1876 à 1877 Jean Raynaud (1818-1890)
- 1876 à 1880 Jean Baptiste Alexandre de Bosredon (ancien député du IId Empire, réélu)
- 1876 à 1881 François Albert Sarlande (1847-1888)
- 1876 à 1881 François Taillefer (1836-1908)
- 1876 à 1885 Jean Garrigat (1839-1891)
- 1876 à 1885 Stéphen-Albert Thirion-Montauban (1843-1900)
- 1877 à 1881 Alexis Maréchal (1837-1914)
- 1878 à 1881 Jean-Baptiste Chavoix (ancien député de la IIe République, réélu)
- 1880 à 1881 Jean Émile Lanauve (1849-1923)
- 1880 à 1885 Jean-Émile Roger (1831-1907)
- 1881 à 1885 Alcide Dusolier (1836-1918)
- 1881 à 1889 Aurélien Jules Brugère (1841-1922)
- 1881 à 1889 Henri François Chavoix (1844-1928)
- 1881 à 1889 Antoine Escande (1847-1928)
- 1881 à 1902 Albert Emmanuel Theulier (1840-1912)
- 1885 à 1888 Gabriel Guillaume Lamothe-Pradelle (1850-1888)
- 1885 à 1889 Georges Fonbelle-Labrousse (1846-1927)
- 1885 à 1889 Antoine Gadaud (1841-1897)
- 1885 à 1912 Ferdinand de La Batut (1854-1933)
- 1888 à 1889 François Taillefer (réélu)
- 1889 Stéphen-Albert Thirion-Montauban (réélu)
- 1889 à 1890 Antoine Justin Meilhodon (1827-1900)
- 1889 à 1891 Jean Léon Clerjounie (1837-1891)
- 1889 à 1893 Oscar Bardi de Fourtou (réélu)
- 1889 à 1893 Alexis Maréchal (réélu)
- 1889 à 1893 Marc Thimothée Villemonte-Laclergerie (1851-1926)
- 1890 à 1898 Henri François Chavoix (réélu)
- 1890 à 1924 Clément Antoine Clament (1851-1925)
- 1891 à 1896 Arnaud Denoix (1848-1917)
- 1893 à 1898 Raymond Gendre (1840-1917)
- 1893 à 1910 Paul Pourteyron (1846-1936)
- 1893 à 1928 Georges Saumande (1851-1930)
- 1896 à 1919 Pierre Sarrazin (1854-1931)
- 1898 à 1902 Napoléon Magne (1865-1933)
- 1902 à 1910 Henri François Chavoix (réélu)
- 1902 à 1921 Léon Sireyjol (1861-1942)
- 1910 à 1914 Robert David (1873-1958)
- 1910 à 1924 Jules Silvère Brunet (1872-1962)
- 1912 à 1914 Adrien Beauchamps (1855-1916)
- 1914 à 1919 Henri François Chavoix (réélu)
- 1919 à 1924 Robert David (réélu)
- 1919 à 1929 Félix Gadaud (1875-1973)
- 1924 à 1928 Georges Bonnet (1889-1973)
- 1924 à 1930 Georges Faugère (1869-1936)
- 1924 à 1940 Maxence Bibié (1891-1950)
- 1924 à 1940 Yvon Delbos (1885-1956)
- 1928 à 1932 Clément Cazaud (1858-1949)
- 1928 à 1932 Jean-Paul Filhoud-Lavergne (1889-1945)
- 1929 à 1940 Georges Bonnet (réélu)
- 1930 à 1936 Gaston Simounet (1878-1944)
- 1932 à 1934 Marc de Molènes (1896-1934)
- 1932 à 1936 Henri Mège (1883-1956)
- 1934 à 1936 Albert Roche (1876-1939)
- 1936 à 1940 Camille Bedin (1893-1979)
- 1936 à 1940 Paul Loubradou (1883-1961)
- 1936 à 1940 Gustave Saussot (1900-1987)

Le député de Dordogne Camille Bedin fait partie des 80 députés qui ont voté contre l'attribution des pleins pouvoirs à Pétain le 10 juillet 1940. Par contre les députés Maxence Bibié et Georges Bonnet ont voté pour. Yvon Delbos était parti pour Casablanca et Paul Loubradou était déchu de son mandat car communiste.

## État français(1940-1944)
- 1940 à 1942 Georges Bonnet (député de la Troisième République, reconduit dans son mandat de député)
- 1940 à 1942 Camille Bedin (député de la IIIe République, reconduit dans son mandat de député)
- 1940 à 1942 Maxence Bibié (député de la IIIe République, reconduit dans son mandat de député)
- 1940 à 1942 Yvon Delbos (député de la IIIe République, reconduit dans son mandat de député)
- 1940 à 1942 Paul Loubradou (député de la IIIe République, reconduit dans son mandat de député)
- 1940 à 1942 Gustave Saussot (député de la IIIe République, reconduit dans son mandat de député)

## Quatrième République(1946-1958)

### Assemblée nationale constituante (1945-1946)
- 1945-1946 Yvon Delbos (1885-1956) (ancien député de la Troisième République et du régime de Vichy, réélu)
- 1945-1946 Lucien Dutard (1912-2003)
- 1945-1946 Jean Worms-Germinal (1894-1974)
- 1945-1946 Robert Lacoste (1898-1989)
- 1945-1946 Yves Péron (1914-1971)

### Irelégislature(1946-1951)
- 1946 à1951 Yvon Delbos (1885-1956) (ancien député de la IIIe République et de l’État Français, député de la Constituante de 1945, reconduit dans son mandat de député)
- 1946 à1951 André Denis (1920-2002)
- 1946 à1951 Lucien Dutard (1912-2003) (député de la Constituante de 1945, reconduit dans son mandat de député)
- 1946 à1951 Robert Lacoste (1898-1989) (député de la Constituante de 1945, reconduit dans son mandat de député)
- 1946 à1951 Yves Péron (1914-1977) (député de la Constituante de 1945, reconduit dans son mandat de député)

### IIelégislature(1951-1955)
- 1951 à 1955 Yvon Delbos (1885-1956) (député dans les 4 précédentes législatures, reconduit dans son mandat de député)
- 1951 à 1955 André Denis (1920-2002) (député dans la précédente législature, reconduit dans son mandat de député)
- 1951 à 1955 Robert Lacoste (1898-1989) (député dans les 2 précédentes législatures, reconduit dans son mandat de député)
- 1951 à 1955 Henri Laforest (1904-1989)
- 1951 à 1955 André Pradeau (1898-1977)

### IIIelégislature(1956-1958)
- 1956 à 1958 Georges Bonnet (1889-1973) (ancien député de la Troisième République et du régime de Vichy, réélu)
- 1956 à 1958  Robert Lacoste (1898-1989) (ancien député dans les 3 précédentes législatures, réélu)
- 1956 à 1958 Henri Laforest (1904-1989) (ancien député dans la précédente législature, réélu)
- 1956 à 1958 Yves Péron (1914-1977) (ancien député dans la précédente législature, réélu)
- 1956 à 1958 Roger Ranoux (1921-2015)

## Cinquième République(depuis 1958)

### Irelégislature(1958-1962)
| Circonscription     | Identité                   | Parti | Suppléant        |
| ------------------- | -------------------------- | ----- | ---------------- |
| 1re circonscription | Raoul Rousseau (1915-1993) | UNR   | Charles Ollivier |
| 2e circonscription  | Henri Sicard (1914-1992)   | UNR   | Albert Géraud    |
| 3e circonscription  | Georges Bonnet (1889-1973) | PRRRS | André Meyssignac |
| 4e circonscription  | Michel Diéras (1904-1988)  | ED    | Pierre Queyroi   |

### IIelégislature(1962-1967)
| Circonscription     | Identité                   | Parti     | Suppléant         |
| ------------------- | -------------------------- | --------- | ----------------- |
| 1re circonscription | Yves Guéna (1922-2016)     | UNR       |                   |
| 2e circonscription  | Louis Pimont (1905-1975)   | app. SFIO | Henry Rey-Lescure |
| 3e circonscription  | Georges Bonnet (1889-1973) | RD        | Alain Paul Bonnet |
| 4e circonscription  | Robert Lacoste (1898-1989) | SFIO      | Jean Rouby        |

### IIIelégislature(1967-1968)
| Circonscription     | Identité                   | Parti | Suppléant         |
| ------------------- | -------------------------- | ----- | ----------------- |
| 1re circonscription | Yves Guéna (1922-2016)     | UDV   |                   |
| 2e circonscription  | Louis Pimont (1905-1975)   | FGDS  | Henry Rey-Lescure |
| 3e circonscription  | Georges Bonnet (1889-1973) | FGDS  | Alain Paul Bonnet |
| 4e circonscription  | Robert Lacoste (1898-1989) | FGDS  | Jean Rouby        |

### IVelégislature(1968-1973)
| Circonscription     | Identité                  | Parti    | Suppléant     |
| ------------------- | ------------------------- | -------- | ------------- |
| 1re circonscription | Yves Guéna (1922-2016)    | UDR      |               |
| 2e circonscription  | Jean Capelle (1909-1983)  | app. UDR | Pierre Perrin |
| 3e circonscription  | Pierre Beylot (1920-1984) | UDR      | Henri Frugier |
| 4e circonscription  | Pierre Janot (1925-1994)  | UDR      | Jacques Absil |

### Velégislature(1973-1978)
| Circonscription     | Identité                  | Parti | Suppléant         |
| ------------------- | ------------------------- | ----- | ----------------- |
| 1re circonscription | Yves Guéna (1922-2016)    | UDR   |                   |
| 2e circonscription  | Louis Pimont (1905-1975)  | PS    | Raoul Jarry       |
| 3e circonscription  | Alain Bonnet (1934-2017)  | MRG   | Georges Trijoulet |
| 4e circonscription  | Lucien Dutard (1912-2003) | PCF   | Louis Delmon      |

### VIelégislature(1978-1981)
| Circonscription     | Identité                  | Parti | Suppléant          |
| ------------------- | ------------------------- | ----- | ------------------ |
| 1re circonscription | Yves Guéna (1922-2016)    | RPR   | Jean Lovato        |
| 2e circonscription  | Michel Manet (1924-2010)  | PS    | Jean-Pierre Vaubal |
| 3e circonscription  | Alain Bonnet (1934-2017)  | MRG   | René Join          |
| 4e circonscription  | Lucien Dutard (1912-2003) | PCF   | Louis Delmon       |

### VIIelégislature(1981-1986)
| Circonscription     | Identité                  | Parti | Suppléant                     |
| ------------------- | ------------------------- | ----- | ----------------------------- |
| 1re circonscription | Roland Dumas, né en 1922  | PS    | Christian Défarge, né en 1931 |
| 2e circonscription  | Michel Suchod, né en 1946 | PS    | Michel Clergeot               |
| 3e circonscription  | Alain Bonnet (1934-2017)  | MRG   | René Join                     |
| 4e circonscription  | Lucien Dutard (1912-2003) | PCF   | Louis Delmon                  |

### VIIIelégislature(1986-1988)
Lors de la VIIIe législature, les députés sont élus le 16 mars 1986 à la représentation proportionnelle départementale, sans rapport avec des circonscriptions ; ils siègent du 2 avril 1986 au 14 mai 1988.
| Circonscription | Identité                 | Parti | Suppléant        |
| --------------- | ------------------------ | ----- | ---------------- |
|                 | Alain Bonnet (1934-2017) | MRG   | pas de suppléant |
|                 | Roland Dumas, né en 1922 | PS    | pas de suppléant |
|                 | Yves Guéna (1922-2016)   | RPR   | pas de suppléant |
|                 | Élie Marty (1930-2003)   | UDF   | pas de suppléant |

### IXelégislature(1988-1993)
| Circonscription     | Identité                    | Parti | Suppléant         |
| ------------------- | --------------------------- | ----- | ----------------- |
| 1re circonscription | Bernard Bioulac, né en 1941 | PS    | Christian Défarge |
| 2e circonscription  | Michel Suchod, né en 1946   | PS    | Michel Clergeot   |
| 3e circonscription  | Alain Bonnet (1934-2017)    | MRG   | René Join         |
| 4e circonscription  | Paul Duvaleix (1929-2005)   | PS    |                   |

### Xelégislature(1993-1997)
| Circonscription     | Identité                             | Parti     | Suppléant       |
| ------------------- | ------------------------------------ | --------- | --------------- |
| 1re circonscription | François Roussel, né en 1947         | RPR       |                 |
| 2e circonscription  | Daniel Garrigue, né en 1948          | RPR diss. |                 |
| 3e circonscription  | Frédéric de Saint-Sernin, né en 1958 | RPR       | Jean-Noël Laleu |
| 4e circonscription  | Dominique Bousquet, né en 1953       | RPR       |                 |

### XIelégislature(1997-2002)
| Circonscription     | Identité                    | Parti | Suppléant             |
| ------------------- | --------------------------- | ----- | --------------------- |
| 1re circonscription | Michel Dasseux, (1936-2014) | PS    | Pascal Deguilhem      |
| 2e circonscription  | Michel Suchod, né en 1946   | MDC   | Claude Lhaumond (PCF) |
| 3e circonscription  | René Dutin, (1933-2019)     | PCF   | Francis Colbac        |
| 4e circonscription  | Germinal Peiro, né en 1953  | PS    | Jean-Marie Queyroi    |

### XIIelégislature(2002-2007)
| Circonscription     | Identité                     | Parti | Suppléant          |
| ------------------- | ---------------------------- | ----- | ------------------ |
| 1re circonscription | Michel Dasseux, (1936-2014)  | PS    | Pascal Deguilhem   |
| 2e circonscription  | Daniel Garrigue, né en 1948  | UMP   | Marc Mattera       |
| 3e circonscription  | Bernard Mazouaud, né en 1940 | UMP   | -                  |
| 4e circonscription  | Germinal Peiro, né en 1953   | PS    | Jean-Marie Queyroi |

### XIIIelégislature(2007-2012)
| Circonscription     | Identité                      | Parti                | Suppléant          |
| ------------------- | ----------------------------- | -------------------- | ------------------ |
| 1re circonscription | Pascal Deguilhem, né en 1956  | PS                   | Gatienne Doat      |
| 2e circonscription  | Daniel Garrigue, né en 1948   | UMP puis RS puis DVD | Thierry Boidé      |
| 3e circonscription  | Colette Langlade, née en 1956 | PS                   | -                  |
| 4e circonscription  | Germinal Peiro, né en 1953    | PS                   | Jean-Marie Queyroi |

### XIVelégislature(2012-2017)
| Circonscription     | Identité                      | Parti | Suppléant                  |
| ------------------- | ----------------------------- | ----- | -------------------------- |
| 1re circonscription | Pascal Deguilhem, né en 1956  | PS    | Marie Moulènes             |
| 2e circonscription  | Brigitte Allain, née en 1956  | EELV  | Christophe Cathus          |
| 3e circonscription  | Colette Langlade, née en 1956 | PS    | Didier Bazinet             |
| 4e circonscription  | Germinal Peiro, né en 1953    | PS    | Nathalie Manet-Carbonnière |

### XVelégislature(2017-2022)
| Circonscription     | Député                             | Parti | Parti | Autre mandat        | Suppléant(e)         |
| ------------------- | ---------------------------------- | ----- | ----- | ------------------- | -------------------- |
| 1re circonscription | Philippe Chassaing, né en 1972     |       | REM   |                     | Véronique Chabreyrou |
| 2e circonscription  | Michel Delpon, né en 1949          |       | REM   |                     | Denise Ménard        |
| 3e circonscription  | Jean-Pierre Cubertafon, né en 1948 |       | MoDem | Maire de Lanouaille | Marc Mattera         |
| 4e circonscription  | Jacqueline Dubois, née en 1957     |       | REM   |                     | Daniel Reynet        |

### XVIelégislature(2022-2024)
| Circonscription     | Député                             | Parti | Parti | Autre mandat | Suppléant(e)          |
| ------------------- | ---------------------------------- | ----- | ----- | ------------ | --------------------- |
| 1re circonscription | Pascale Martin, née en 1961        |       | LFI   |              | Laurent Bougnoteau    |
| 2e circonscription  | Serge Muller, né en 1976           |       | RN    |              | Lucas Broucq          |
| 3e circonscription  | Jean-Pierre Cubertafon, né en 1948 |       | MoDem |              | Nadine Herman-Bancaud |
| 4e circonscription  | Sébastien Peytavie, né en 1982     |       | G.s   |              | Émilie Chalard        |

### XVIIelégislature(2024-)
| Circonscription     | Député             | Parti | Parti | Autre mandat | Suppléant(e)     |
| ------------------- | ------------------ | ----- | ----- | ------------ | ---------------- |
| 1re circonscription | Nadine Lechon      |       | RN    |              | Nancy Launay     |
| 2e circonscription  | Serge Muller       |       | RN    |              | Christian Gérard |
| 3e circonscription  | Florence Joubert   |       | RN    |              | Alexandre Ledoux |
| 4e circonscription  | Sébastien Peytavie |       | G.s   |              | Édith Loubiat    |